# Парк из доба јуре: Изгубљени свет
Парк из доба јуре: Изгубљени свет (енгл. The Lost World: Jurassic Park) је научнофантастични трилер из 1997. године, редитеља Стивена Спилберга. Наставак је филма Парк из доба јуре (1993), други је филм у франшизи Парк из доба јуре и представља адаптацију истоименог романа Мајкла Крајтона. Главне улоге тумаче Џеф Голдблум, Џулијана Мур, Пит Послтвејт, Арлис Хауард, Винс Вон и Ванеса Ли Честер. Четири године након оригиналног филма, Џон Хамонд шаље тим, предвођен Ијаном Малколмом, на Исла Сорну, друго острво које је Хамондова компанија InGen користила за креирање диносауруса, да проучава ове животиње док долази у сукоб са тимом који предводи InGen желећи да доведу неке од диносауруса у Сједињене Државе.
Након објављивања оригиналног романа и успеха првог филма, обожаваоци су притискали Крајтона за наставак. Након објављивања књиге 1995. године, почела је продукција наставка филма. Снимање је трајало од септембра до децембра 1996, првенствено у Калифорнији, док су неки делови снимљени у Кауаију, на Хавајима, где је снимљен и први филм. Радња овог филма је изузетно мрачнија у односу на Парк из доба јуре. Изгубљени свет више користи компјутерски генерисане слике за приказивање диносауруса, заједно са аниматроником у природној величини.
Издат 23. маја 1997, филм је добио помешане критике критичара, који су похвалили визуелне ефекте и акционе сцене, али су критиковали сценарио и развој ликова. Зарадио је преко 618 милиона долара широм света, постајући други најуспешнији филм 1997. године. Номинован је за Оскара у категорији за најбоље визуелне ефекте, али је изгубио од филма Титаник. Наставак, Парк из доба јуре 3, премијерно је приказан 2001. године.

## Радња
Четири године након догађаја на Исла Нублару, богата британска породица пристаје својом јахтом и искрцава се на оближњу Исла Сорну, несвесна да се на острву налазе генетски модификовани диносауруси. Њихова ћерка одлута и напада је група компсогнатуса, али је спасавају њен отац и посада јахте.
Болесни др Џон Хамонд позива математичара др Ијана Малколма у своју резиденцију да разговара о недавном инциденту. Хамондову компанију InGen, која је створила диносаурусе, сада води Хамондов нећак Питер Ладлоу, који је искористио инцидент да преузме контролу над компанијом од Хамонда. Малколм сазнаје да је InGen првобитно клонирао диносаурусе на Исла Сорни, али је острво напуштено током урагана и животиње су пуштене у дивљину да се брину саме о себи. Ладлоу жели да искористи створења са острва да спаси InGen од банкрота. Хамонд тражи од Малколма да се придружи тиму који ће документовати диносаурусе у њиховом природном станишту, како би подстакао политику немешања. Ијанова девојка, палеонтолошкиња др Сара Хардинг, је ангажована и већ је на Исла Сорни. Када чује за ово, Малколм невољно пристаје да оде на острво, али само да би вратио Сару.
Малколм тамо путује са Едијем Каром, инжењером и специјалистом за опрему, и Ником Ван Овеном, видео документаристом и активистом. Проналазе Сару усред крда стегосауруса, али она инсистира да остане како би наставила своје истраживање. Малколм је шокиран када открије да се његова ћерка Кели сакрила у приколици тима, која им служи као мобилна база, и да је дошла на острво. Ладлоу и тим плаћеника стижу на острво да ухвате диносаурусе, уз помоћ ловаца на крупну дивљач Роланда Тембоа и Ејџеја Сидхуа, Роландовог заменика Дитера Старка и палеонтолога др Роберта Берка.
Малколмова група схвата да Ладлоу и InGen тим планирају да однесу ухваћене примерке назад на копно у недовршену атракцију Парка из доба јуре у Сан Дијегу, амфитеатарски зоолошки врт који је Хамонд напустио у корист парка на Исла Нублару. Ник и Сара ослобађају ухваћене диносаурусе, дозвољавајући животињама да направе пометњу у кампу InGen тима. На повратку у приколицу, Ник спасава повређено младунче тираносаурус рекса које је Роланд покушао да искористи као мамац за лов на његовог родитеља. Ник и Сара помажу младунчету око сломљене ноге, али одрасли тираносауруси стижу. Они враћају своје дете, уништавају приколицу и прождиру Едија током његовог покушаја да спасе групу.
Ладлоуов тим спасава Малколма, Сару, Ника и Кели и они бивају приморани да раде заједно са њима након што сазнају да су изгубили сву комуникациону опрему. Они бирају да прошетају до удаљене напуштене InGen базе да позову помоћ. У паузи, Старк одлази у дивљину сам да би се олакшао и убија га група компсогнатуса. Након што тим постави камп преко ноћи, упадају у заседу одраслих тираносауруса: Берка прождиру, а сви остали беже у поље дуге траве у коме се налази чопор велоцираптора, где су Ејџеј и остали сви убијени.
Малколм, Сара, Кели и Ник успевају да стигну до InGen базе, боре се са три велоцираптора и успешно позивају хеликоптер за извлачење. Након што је спашен, Ник открива да је украо Роландову муницију како би га спречио да убије свој намеравани трофеј, али примећују да је Роланд успавао мужјака тираносауруса. Како све више InGen особља стиже на острво да обезбеди мужјака и бебу, Роланд одбија понуду за посао у парку у Сан Дијегу од Ладлоуа, размишљајући о Ејџејевој смрти и моралности Ладлоуовог плана.
У Сан Дијегу, Малколм и Сара покушавају да се састану са Ладлоуом како би га спречили да открије атракцију. Пре него што то ураде, брод који превози мужјака тираносауруса изненада се насука на доковима. Посада је пронађена мртва, а тираносаурус је случајно пуштен и почиње да дивља градом. Малколм и Сара лоцирају младунче на атракцији и извлаче га, користећи га да намаме мужјака назад на докове. Ладлоу прогања њих двоје на брод и покушава да ухвати младунче у товарном простору, али га човек сатера у ћошак, сломи му ногу, онемогућујући га, након чега га младунче убија. Сара користи пиштољ за смирење да умири мужјака, док Малколм затвара врата пртљажника.
Након тога, диносауруси се враћају на Исла Сорну у пратњи морнарице, док Малколм, Сара и Кели гледају Хамондову објаву у телевизијском интервјуу да су америчка и костариканска влада прогласиле острво резерватом природе.

## Улоге
| Глумац              | Улога                        |
| ------------------- | ---------------------------- |
| Џеф Голдблум        | др Ијан Малком               |
| Џулијана Мур        | др Сара Хардинг              |
| Винс Вон            | Ник Ван Овен                 |
| Ричард Атенборо     | Џон Хамонд                   |
| Петер Стормаре      | Дитер Старк                  |
| Пит Послтвејт       | Роланд Тембо                 |
| Ричард Шиф          | Еди Кар                      |
| Арлис Хауард        | Питер Ладлоу                 |
| Ванеса Ли Честер    | Кели Кертис Малком           |
| Томас Ф. Дафи       | др Роберт Берк               |
| Камила Бел          | Кети Боумен                  |
| Аријана Ричардс     | Лекси Марфи, унука Хамонда   |
| Џозеф Мацело        | Тими Марфи, млађи брат Лекси |
| Томас Розалес млађи | Картер                       |
| Харви Џејсон        | Ејџеј Сидху                  |